# Velký Vřešťov
Velký Vřešťov é uma comuna checa localizada na região de Hradec Králové, distrito de Trutnov‎.